# Sophocles Sophocleous

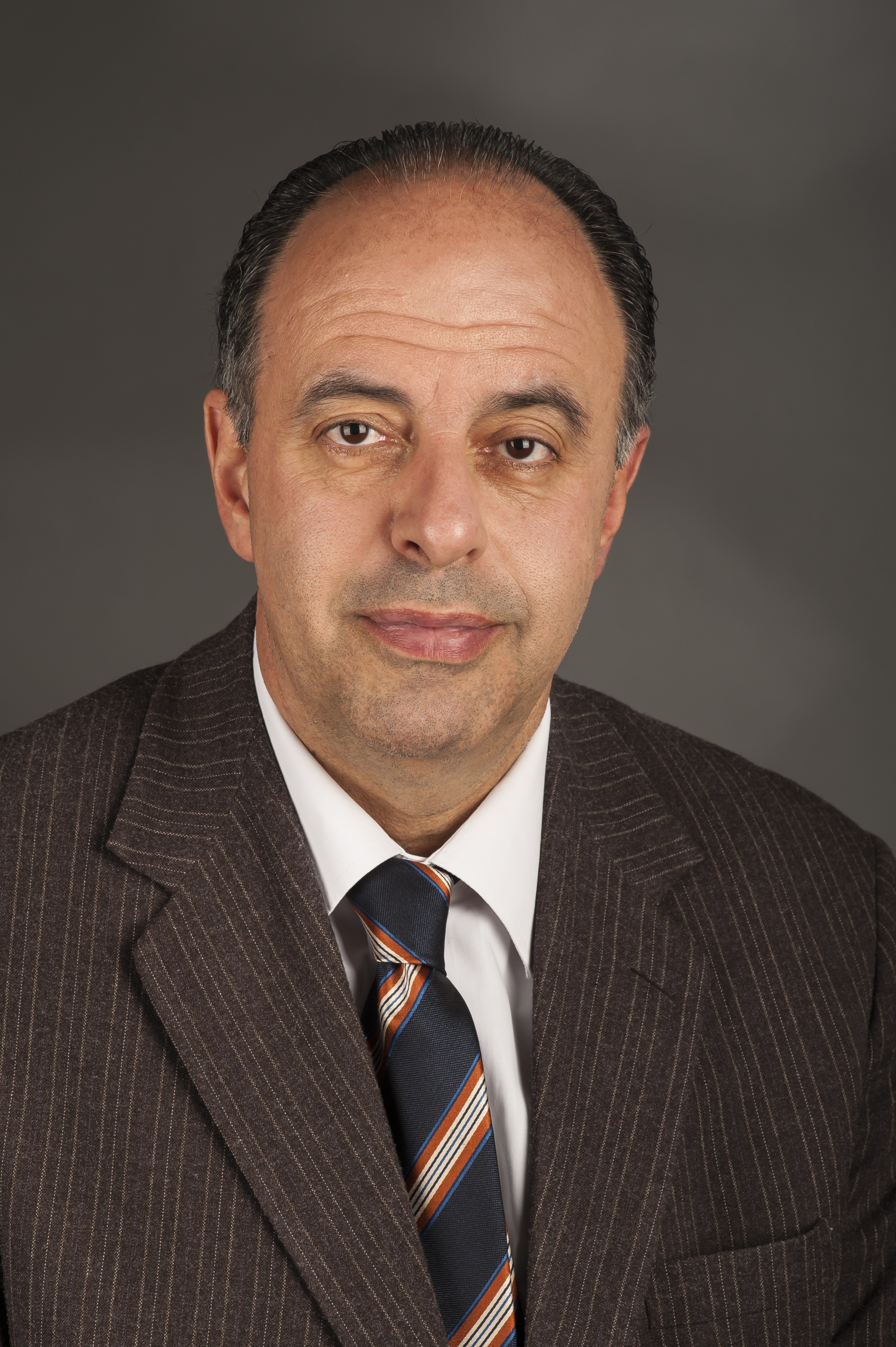
Sophocleous Sophocleous, Straßburg 2014

Sophocles Sophocleous (* 7. August 1962 in Pano Lefkara) ist ein zypriotischer Politiker der Partei Kinima Sosialdimokraton.
Sophocleous absolvierte die juristische Fakultät der Aristoteles-Universität in Thessaloniki. Von 1992 bis 2006 war er Bürgermeister seiner Heimatgemeinde, er war ferner stellvertretender Vorsitzender des Netzes von Städte- und Regionalpartnerschaften. Von 2000 bis 2012 war er stellvertretender Vorsitzender der EDEK. 2006 wurde er zum zypriotischen Minister für Justiz und öffentliche Ordnung ernannt, dieses Amt übte er bis zur Abwahl des Präsidenten Tassos Papadopoulos 2008 aus. 2012 rückte er für den ausgeschiedenen Kyriakos Mavronikolas in das Europäische Parlament nach, dort ist er momentan stellvertretender Vorsitzender des Unterausschusses für Sicherheit und Verteidigung.